# 4-Tragen-Krankentransportwagen

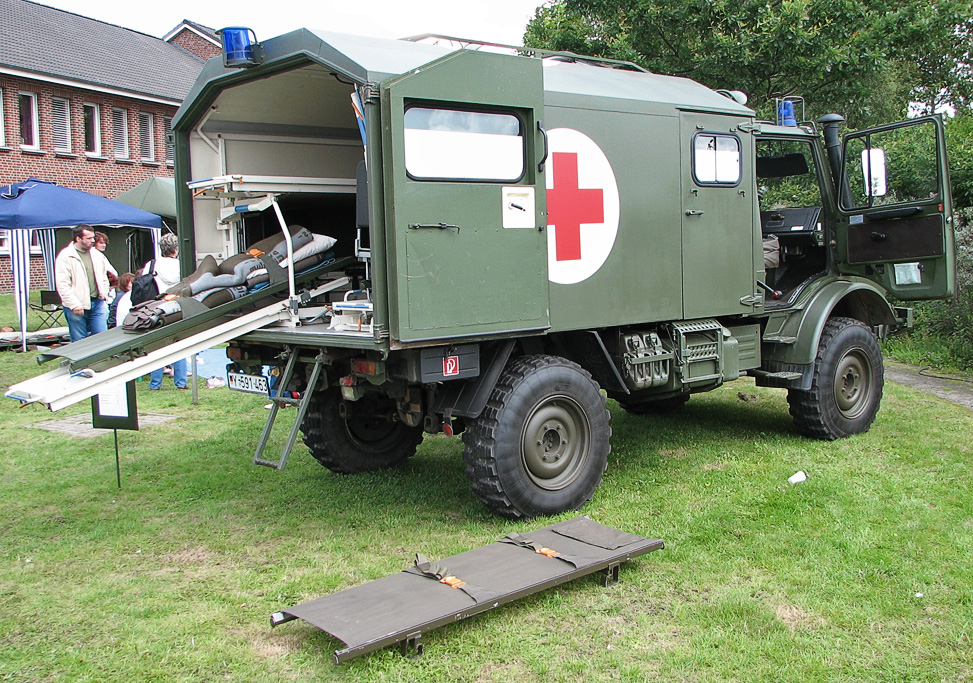
KrKw der Bundeswehr

Der 4-Tragen-Krankentransportwagen  ist ein Fahrzeug des Sanitätsdienstes im Katastrophenschutz in Deutschland. Er wird nicht mehr flächendeckend ausgeliefert, ist aber noch weit verbreitet.
Die Bundeswehr verwendet ebenso Fahrzeuge für vier liegend Verletzte, wobei hier der Begriff Krankenkraftwagen (KrKw) Anwendung findet. Die Bundeswehr unterscheidet zwischen handelsüblich (HÜ) und geländegängig (GL).

## Kurzbezeichnungen
Als Abkürzung wurde durch das Bundesamt für Zivilschutz (heute: Bundesamt für Bevölkerungsschutz und Katastrophenhilfe), das ihn ursprünglich auch beschafft und ausgestattet hat, nur „KTW“ festgelegt. Zur Unterscheidung zu Krankentransportwagen des regulären qualifizierten Krankentransportes wird im allgemeinen Sprachgebrauch die Abkürzungen „4-Tragen-KTW“ verwendet.

## Normung
Der 4-Tragen-Krankentransportwagen ist nicht genormt, jedoch gibt es eine Stärke- und Ausstattungsnachweisung (STAN) des Bundes. Die Ausstattung entsprach danach auch der DIN 75 080. Solange das Fahrzeug noch als Bundesfahrzeug geführt wird, ist die Ausrüstung gemäß Bundes-STAN als Mindestausstattung vorzuhalten.
Im Fahrzeug befinden sich links und rechts an der Wand zwei Tragegestelle, auf denen jeweils zwei Patienten übereinander verbracht werden können. Die Tragevorrichtungen sind hochklappbar, so dass eine ebene und große Ladefläche entsteht. Außerdem kann man bei älteren Fahrzeugmodellen und den KrKw der Bundeswehr die Tragegestelle teilweise zu einer Sitzgelegenheit umfunktionieren, sodass gegebenenfalls bis zu 6 Leichtverletzte platzsparender transportiert werden können.

## Aufgaben

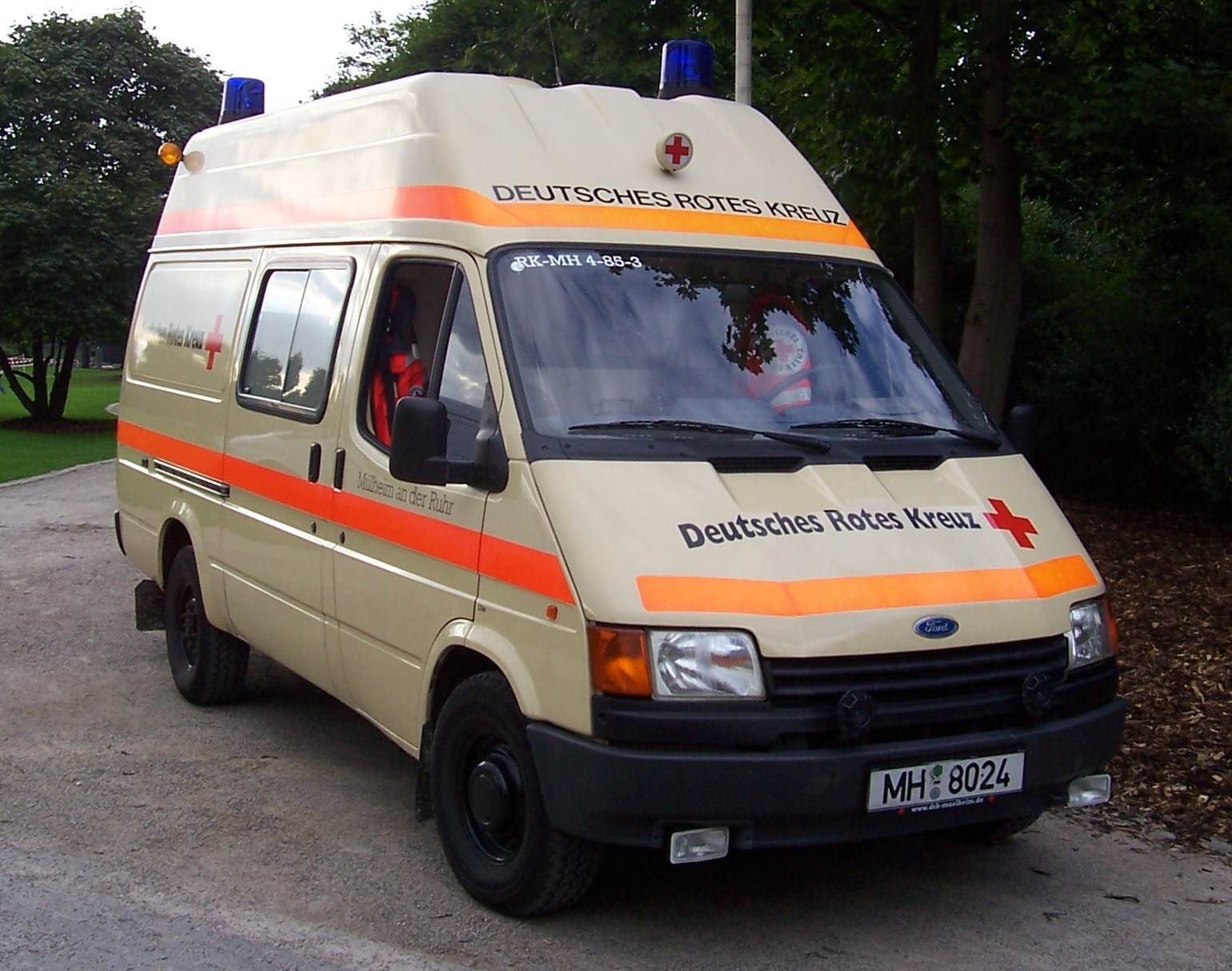
4-Tragen-KTW als Ford Transit hoch

Der Krankentransportwagen wird zum Transport von bis zu vier Verletzten oder Erkrankten zu stationären Versorgungseinrichtungen unter sanitätsdienstlicher Versorgung eingesetzt. Neben dem reinen Transport kann auch die sanitätsdienstliche Unterstützung anderer Aufgabenbereiche (wie Betreuung und Dekontamination) sowie die Erstversorgung von Verletzten erfolgen.

## Einheiten
Der 4-Tragen-Krankentransportwagen gehörte ursprünglich zur Verletztentransportgruppe des Sanitätszuges (STAN-Nr. 041), welche aus vier 4-Tragen-Krankentransportwagen bestand. Die insgesamt acht Einsatzkräfte setzten sich aus einem Gruppenführer, einem Truppführer, zwei Sanitätshelfern und vier Fahrern zusammen (je ein KTW mit Gruppenführer und Fahrer, ein KTW mit Truppführer und Fahrer sowie zwei Krankentransportwagen mit je einem Sanitätshelfer und einem Fahrer).
Die vorhandenen Fahrzeuge wurden nach dem Wegfall der bundeseinheitlichen Vorgaben für die Katastrophenschutzzüge unterschiedlichen Verwendungen in den neu aufgestellten Einheiten wie Einsatzeinheiten und Schnelleinsatzgruppen zugeführt.

## Geschichte

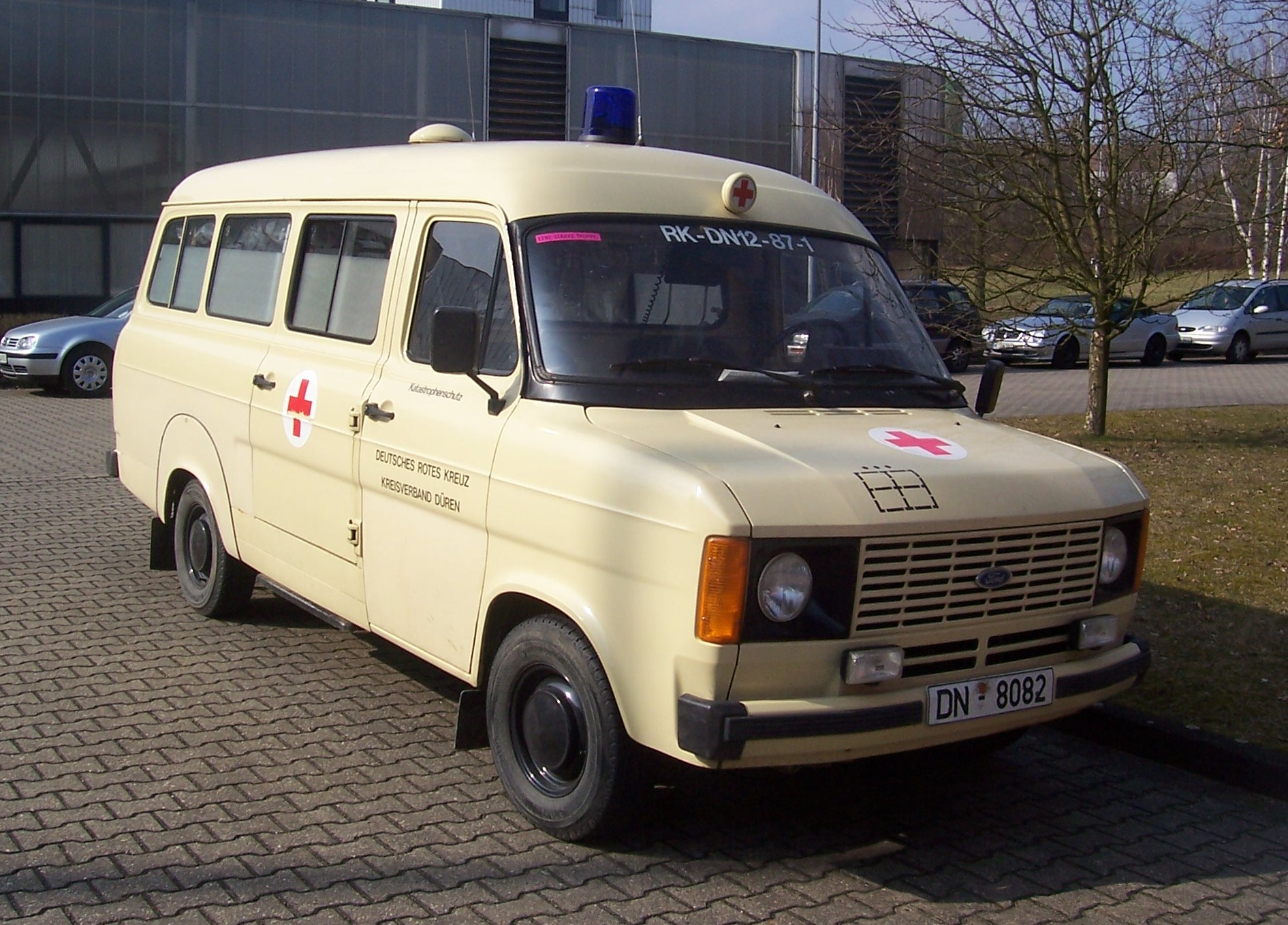
4-Tragen-KTW als Ford Transit breit

Durch den Bund wurden fünf verschiedene Typen an 4-Tragen-Krankentransportwagen beschafft. In den Jahren 1980, 1984 und 1991 wurden Fahrzeuge auf Basis verschiedener Baureihen des Ford Transit beschafft. Ein Prototyp auf Basis eines Mercedes-Benz T 1 wurde ebenfalls 1984 gebaut. Des Weiteren gab es eine Beschaffung des Bundes nach 1999 auf einer Mercedes-Benz Sprinter-Basis. Dies war die letzte Beschaffungsserie dieses Fahrzeugtyps.
Auch einige Kreise und Bundesländer haben 4-Tragen-Krankentransportwagen für den Katastrophenschutz beschafft. So wurden etwa in Schleswig-Holstein noch im Jahr 2008 Fahrzeuge auf Mercedes-Benz-Sprinter- und VW-Crafter-Basis beschafft.

## Nachfolger
Im Rahmen der Aufstellung von Medizinischen Task Forces werden durch den Bund als ergänzende Ausstattung für den Katastrophenschutz Notfallkrankenwagen mit zwei Tragen beschafft.